# نظم نوین جهانی (سیاست)
اصطلاح نظم نوین جهانی (به انگلیسی: New World Order) به هر دوره‌ای از تاریخ که با تغییری چشمگیر در اندیشهٔ سیاسی و توازن قوا در جهان همراه بوده‌است گفته می‌شود. با وجود ارائهٔ تعاریف متعدد از این اصطلاح، نظم نوین جهانی اصولاً به باور ایدئولوژیکی مرتبط است که برقراری حکومت جهانی را فقط و فقط از طریق تلاش همگانی برای شناسایی، فهم، یا رفع مشکلات جهانی که از ظرفیت و گنجایش دولت-ملت‌های انفرادی خارج است، امکان‌پذیر می‌داند.

## تاریخچه
یکی از نخستین و شناخته‌شده‌ترین استفاده‌های غرب از این اصلاح به اصول چهارده‌گانهٔ وودرو ویلسون و تقاضایش مبنی بر تأسیس جامعهٔ ملل پس از جنگ جهانی اول باز می‌گردد. این اصطلاح در پایان جنگ جهانی دوم و به هنگام توصیف طرح‌های سازمان ملل متحد و سیستم برتون وودز به ندرت به کار می‌رفت، که تا حدودی می‌توان این کاربردِ کم را ناشی از این موضوع دانست که این عبارت یادآور جامعهٔ مللی بود که یک طرح شکست خورده در نظر گرفته می‌شد و ممکن بود استفاده از آن تأثیرات منفی بر جای بگذارد. با این وجود بسیاری از مفسرین اصطلاح «نظم نوین جهانی» را برای نظامی که توسط فاتحین جنگ جهانی دوم جایگزین نظام موجود شد، به کار برده‌اند.
گسترده‌ترین کاربرد اخیر این اصطلاح به پایان جنگ سرد بر می‌گردد. میخائیل گورباچف و جورج هربرت واکر بوش هر دو برای مشخص کردن ماهیت عصر پس از جنگ سرد و روح همکاری بین دو ابر قدرت که امیدوار به تحققش بودند از این عبارت استفاده کردند. تعاریف و تنظیم‌های اولیهٔ گورباچف از نظم نوین جهانی گسترهٔ وسیعی را شامل می‌شد و بیشتر آرمان‌گرایانه بود، اما توانایی او برای پافشاری و تأکید بر آن به دلیل بحران‌های داخلی نظام شوروی محدود بود. دیدگاه بوش در قیاس با گورباچف، مشخص‌تر، محدودتر و واقع‌گرایانه‌تر بود، و شاید حتی در مواقعی مهم‌تر و کاراتر، و ارتباط تنگاتنگی با جنگ خلیج فارس داشت.